# Aubres
Aubres település Franciaországban, Drôme megyében. Lakosainak száma 422 fő (2022. január 1.). Aubres Teyssières, Châteauneuf-de-Bordette, Condorcet, Nyons, Les Pilles és Venterol községekkel határos.

## Népesség
A település népességének változása:
| Lakosok száma | 162  | 249  | 283  | 406  | 411  | 414  | 421  | 418  | 420  | 422  |
|               | 1968 | 1982 | 1990 | 2006 | 2013 | 2015 | 2017 | 2019 | 2020 | 2022 |